# Belca (Sava Dolinka)
Belca je gorski potok, ki drenira svoje vode na južnih pobočjih Karavank ob slovensko-avstrijski in se pri naselju Belca pri Mojstrani kot levi pritok izliva v Savo Dolinko. Pritoki Belce so Vršni graben, Jerca s pritokom Sušica, Bavharski potok, Kurji graben in Beli potok.